# Station Montsecret-Vassy
Station Montsecret - Vassy is een voormalig treinstation in de buurt van Vassy, gemeente Montsecret, op de grens van de departementen Orne en Calvados, in de regio Normandië. Het station lag aan de lijn van Argentan naar Granville.

## Ligging
Het bevindt zich op een hoogte van 146 meter op kilometerpunt (PK) 56,770 van de lijn van Argentan naar Granville, tussen de in gebruik zijnde stations van Flers en Vire. Voorheen stopten de treinen op nog twee tussenliggende stations, respectievelijk dat van Cerisi-Belle-Étoile en Bernières-le-Patry.
Het was ook een eindpunt van opgeheven lokaalspoorlijn van Montsecret naar Vassy-aux-Maures.